# Charles Berg
Charles Nicolas Berg, född 1808 i Göteborg, död 1877 i Stockholm, var en svensk militär.
Charles Berg var son till kapten Carl Christian Berg och Anna Charlotta Lindberg. Han blev officer 1829, major vid Göta artilleriregemente, överstelöjtnant 1860, överste samma år och var chef för Göta artilleriregemente 1860–1870. Han var ledamot av Krigsvetenskapsakademien.